# Juan West
Juan Diego West es un actor argentino de televisión y cine.

## Carrera
Se formó actoralmente con Héctor Bidonde, Raúl Serrano y Cristina Moreira. En televisión formó parte del elenco protagónico de Frecuencia 04, Paraíso Rock, Tres padres solteros, Amo de casa y participó en Al límite, Los simuladores, Por ese palpitar, Un cortado, historias de café, Mosca y Smith, y en 3 capítulos de Mujeres asesinas. 
En cine actuó en las películas El fantasma de Buenos Aires de Guillermo Grillo, Nevar en Buenos Aires de Miguel Miño y Bahía Mágica de Marina Valentini. En teatro actuó en Brownie, dirigida por Ezequiel Tronconi, y fue asistente de dirección en Pelota Paleta.

## Cine
- ? (2001, corto)
- Bahía mágica (2002) - Chico del bote
- Tomás (2004, corto) - Tomás
- Thea Sinensis (2005, corto) - Mauro
- Nevar en Buenos Aires (2005)
- Fantasma de Buenos Aires (2008) - Claudio
- La campana (2010) - Lucho

## Televisión
- Por ese palpitar (2001, América)
- 22, el loco (2001, Canal 13)
- Maridos a domicilio (2001, Canal 9)
- Los simuladores (2002, Telefe)
- Ciudad de pobres corazones (2002, América)
- Tres padres solteros (2003, Telefe)
- Son amores (2003, Canal 13)
- Durmiendo con mi jefe (2003, Canal 13)
- Posdata (2003)
- Frecuencia 04 (2004, Telefe)
- 5° Mandamiento (2004, Canal 7)
- Paraíso rock (2005, Canal 9)
- Mosca y Smith (2005, Telefe)
- ¿Quién es el jefe? (2005, Telefe)
- Un cortado, historias de café (2005, Canal 7)
- Mujeres asesinas (2005, Canal 13)
- Sobre ruedas (2006, Canal 7)
- Mujeres asesinas (2006, Canal 13)
- Amo de casa (2006, Canal 9)
- Al límite (2006, Telefe)
- Los cuentos de Fontanarrosa (2007, Canal 7)
- Mujeres asesinas (2008, Canal 13)
- Herencia de amor (2009/2010, Telefe)
- El Rastro (2011, Telefe)
- Decisiones de vida (2011, Canal 9)
- Mis amigos de siempre (2014, Canal 13

## Teatro
- Brownie (Actor)
- Pelota paleta (Asistente de dirección)
- Segundo set (Actor, Productor general)
- Sauna (Actor)